# Oreneta ventrebruna
L'oreneta ventrebruna (Orochelidon murina) és una espècie d'ocell de la família dels hirundínids (Hirundinidae). Es troba a Bolívia, Colòmbia, Equador, Perú i Veneçuela. El seu hàbitat natural principal són els herbassars i matollars tropicals i subtropicals d'altura, tot i que també se la troba en boscos tropicals i subtropicals de frondoses humits de l'estatge montà, terres llaurades i àrees urbanes. El seu estat de conservació es considera de risc mínim.